# Kuttuluoto (ö, lat 61,92, long 21,72)
Kuttuluoto är en ö i Finland. Den ligger i sjön Lauttijärvi och i kommunen Sastmola i den ekonomiska regionen  Björneborgs ekonomiska region  och landskapet Satakunta, i den sydvästra delen av landet, 260 km nordväst om huvudstaden Helsingfors. Öns area är 1 hektar och dess största längd är 180 meter i sydväst-nordöstlig riktning.